# 1971 en sport
Cet article présente les faits marquants de l'année 1971 en sport.

## Automobile
- Jackie Stewart remporte le Championnat du monde de Formule 1 au volant d'une Tyrrell-Ford.

## Baseball
- Les Pittsburgh Pirates remportent les World Series face aux Baltimore Orioles.
- Finale du championnat de France : Nice UC bat Paris UC.

## Basket-ball
- NBA : les Milwaukee Bucks sont champion NBA en battant en finales les Baltimore Bullets 4 matches à 0.
- L'ASVEL est champion de France.

## Boxe
- 8 mars : Fight of the Century. Championnat du monde de boxe poids lourd décrit comme le combat du siècle entre Mohamed Ali et Smokin'Joe Frazier au Madison Square Garden de New York.

## Cyclisme
- Eddy Merckx emporte pour la troisième fois consécutive le Tour de France. L'Espagnol Luis Ocaña, victime d'une chute dans la descente du col de Mente, a dû abandonner avec le maillot jaune sur les épaules.
- Première édition des six jours de Grenoble.

## Football américain
- 17 janvier : Super Bowl V : Baltimore Colts 16, Dallas Cowboys 13. Article détaille : Saison NFL 1970.

## Hockey sur glace
- Les Canadiens de Montréal remportent la Coupe Stanley.
- Coupe Magnus : Chamonix champion de France.
- La Chaux-de-Fonds champion de Suisse.
- L’Union soviétique remporte le championnat du monde.

## Jeux méditerranéens
- La sixième édition des Jeux méditerranéens se tient du 6 au 17 octobre à Izmir (Turquie).

## Rugby à XIII
- 23 mai : à Toulouse, Saint-Estève remporte le Championnat de France face à Saint-Gaudens 13-4.
- 30 mai : à Perpignan, Marseille remporte la Coupe de France face à Lézignan 17-2.

## Rugby à XV
- Le Pays de Galles remporte le Tournoi des Cinq Nations en signant un Grand Chelem.
- L'AS Béziers est champion de France.

## Ski alpin
- Coupe du monde
  - L'Italien Gustav Thoeni remporte le classement général de la Coupe du monde.
  - L'Allemande Annemarie Moser-Pröll remporte le classement général de la Coupe du monde féminine.

## Surf
- Invention du bodyboard par Tom Morey.

## Naissances
- 1er janvier : Kevin Mitchell, joueur américain de football U.S. († 1er mai 2007).
- 14 janvier : Lasse Kjus, skieur alpin norvégien.
- 16 janvier : Sergi Bruguera, joueur de tennis espagnol.
- 17 janvier : Allen Johnson, athlète américain.
- 22 janvier : Markus Baur, handballeur allemand, champion du monde en 2007, champion d'Europe en 2004.
- 25 janvier : Luca Badoer, pilote automobile italien de Formule 1, pilote essayeur de la Scuderia Ferrari depuis 1996.
- 6 février :
  - José María Jiménez, coureur cycliste espagnol. († 6 décembre 2003).
  - Brad Hogg, joueur de cricket australien. Vainqueur de la Coupe du monde de cricket (2003, 2007).
  - Peter Tchernyshev, patineur russo-américain.
- 8 février : Dmitri Nelyubin, coureur cycliste russe, champion olympique de poursuite par équipes aux Jeux de Séoul en 1988. († 1er janvier 2005).
- 25 février : Stuart MacGill, joueur de cricket australien.
- 13 mars : Franck Esposito, nageur français.
- 18 mars : Wayne Arthurs, joueur de tennis australien.
- 19 mars : Whitney Hedgepeth, nageuse américaine.
- 25 mars : Stacy Dragila, athlète américaine.
- 27 mars :
  - John Best, basketteur américain.
  - David Coulthard, pilote automobile écossais, vice-champion du monde de Formule 1 en 2001.
- 3 avril : Picabo Street, skieuse alpine américaine.
- 7 avril : Victor Kraatz, patineur artistique canadien.
- 9 avril : Jacques Villeneuve, pilote automobile canadien, champion du monde de Formule 1 en 1997, vainqueur des 500 miles d'Indianapolis en 1995.
- 21 avril : Omar Hasan, joueur de rugby à XV argentin, évoluant en France (Stade toulousain).
- 15 mai : Anthony Bancarel, footballeur français.
- 19 juin : José Emilio Amavisca, footballeur espagnol.
- 20 juin : Rodney Rogers, joueur américain de basket-ball.
- 26 juin : Max Biaggi, pilote moto italien.
- 28 juin : Fabien Barthez, footballeur français, champion du monde en 1998 et champion d'Europe en 2000.
- 8 juillet : Neil Jenkins, joueur de rugby à XV britannique (Pays de Galles).
- 10 août : Roy Keane, footballeur irlandais.
- 12 août : Pete Sampras, joueur de tennis américain.
- 21 août : Djamel Bouras, judoka français.
- 25 août : Gilberto Simoni, cycliste italien.
- 2 septembre : Kjetil André Aamodt, skieur alpin norvégien.
- 12 septembre : Chandra Sturrup, athlète bahaméenne.
- 13 septembre : Goran Ivanišević, joueur de tennis yougoslave puis croate.
- 16 septembre : Isra Girgrah, boxeuse américano-yéménite.
- 18 septembre : Lance Armstrong, cycliste américain.
- 15 octobre : Andy Cole, footballeur anglais.
- 24 octobre : Marco Zwyssig, joueur de football suisse.
- 6 novembre : Laura Flessel, escrimeuse française.
- 16 novembre : Alexander Popov, nageur russe.
- 27 novembre :
  - Albert Demtschenko, lugeur russe, médaille d’argent en luge monoplace aux Jeux de Turin en 2006.
  - Jokanovic Rajko, joueur de volley-ball serbe.
- 1er décembre : Chris McAlpine, joueur de hockey sur glace américain.
- 2 décembre : Francesco Toldo, footballeur italien.
- 6 décembre : Richard Krajicek, joueur de tennis néerlandais.
- 17 décembre : Antoine Rigaudeau, basketteur français.
- 18 décembre : Arantxa Sánchez Vicario, joueuse de tennis espagnole.
- 31 décembre : Brent Barry, joueur de basket-ball américain évoluant en NBA.

## Décès
- 16 janvier : Philippe Thys, coureur cycliste belge, vainqueur du Tour de France en 1913, 1914 et 1920. (° 8 octobre 1890).
- 15 mars : Jean-Pierre Monseré, coureur cycliste belge, champion du monde sur route en 1970. (° 8 septembre 1948).
- 9 avril : Armand Massard, 76 ans, escrimeur français, champion olympique à l'épée aux Jeux d'Anvers (1920). († 1er décembre 1894).
- 6 juin : Lauro Amadò, dit Lajo, 59 ans, joueur de football suisse. (° 15 mars 1912).
- 1er juillet : Learie Constantine, joueur de cricket trinidadien (° 21 septembre 1901).
- 24 octobre : Jo Siffert (Joseph Siffert), pilote suisse de Formule 1, (° 7 juillet 1936).
- 18 décembre : Bobby Jones, golfeur américain, surnommé le « Mozart du golf ». (° 17 mars 1902).